# Laatste zomernacht

## Verhaal
De novelle uit 1977 beschrijft een eindejaarsexcursie van 18 eerstejaars biologie studenten. De verteller, George, is opgegroeid zonder zijn vader, die aan het eind van de oorlog door de Duitsers is doodgeschoten. Hij heeft een jaar lang een relatie gehad met studiegenote Ingeborg. Ook zij is opgegroeid zonder vader, maar haar vader is na de oorlog geëxecuteerd als Duits lid van de Schutzstaffel, beter bekend als de SS. Een toneelstuk over weggevoerde joodse weeskinderen betekende het einde van hun relatie. Beiden willen ze hun afkomst niet verloochenen.
In de natuur wordt gezocht naar vuurbuikpadden en doodshoofdvlinders. Een handbediend pontje over het meer door het moeras speelt die nacht een belangrijke rol, de situatie kan steeds alle kanten op. Ingeborg is nu met Pieter, maar zal George naar haar terugkeren? Marijke, de kamergenote van Ingeborg, heeft een oogje op Pieter, dus probeert ze George te laten terugvallen op Ingeborg. Dichter Martinus Nijhoff wordt door haar die nacht toepasselijk ingezet met het gedicht Awater dat over de zoektocht naar een reisgenoot handelt. Het wordt steeds duidelijker dat het leven van de studenten inderdaad nog alle kanten op kan.
Uiteindelijk legt George het aan Marijke uit. Ingeborg had hem gezegd: ”Ze hadden toch wel gelijk, alleen hebben ze het een beetje te ruw aangepakt”. Vuurbuikpadden en doodskopvlinders worden die nacht vooral door Anton driftig gezocht maar niet gevonden. George geeft als zoon van een verzetsstrijder zijn mislukte relatie met Ingeborg, de SS-dochter in de laatste zin van het boek prijs. “Maar telkens als ik in de lege pot keek, die hij al te opvallend in zijn linkerhand droeg, was het of de zon de opengevouwen vleugels verlichtte van de doodskopvlinder.”

## Voetnoot
1. ↑  Zie ook het lemma de SS-doodskopeenheden: SS-Totenkopfverbände